# Дхарахара
Дхарахара (непальск. धरहरा) или Башня Бхимсена — башня высотой 61,88 м, находившаяся в центральной части Катманду — столицы Непала. Разрушена землетрясением 25 апреля 2015 года.

## История
В первой половине XIX века в Катманду было построено две башни-близнеца:
- Башня Бхимсена — строительство этой смотровой башни приказал начать премьер-министр Бхимсен Тапа. Башня закончена в 1826 году.
- Дхарахара — построена в 1832 году по приказу королевы Трипурасундари[англ.]

Башни имели по 11 этажей. Дежурившие на балконе башни наблюдатели при появлении неприятеля подавали трубой сигнал к сбору войск.
В 1834 году Башня Бхимсена серьёзно пострадала от землетрясения. Через сто лет — в январе 1934 года — сильное землетрясение полностью разрушило Башню Бхимсена и повредило Дхарахару — от второй башни осталось только четыре (по другим сведениям — два) этажа. Дхарахару восстановили, сделав на два этажа ниже первоначального варианта. Башню Бхимсена не восстанавливали, а её название перешло к Дхарахаре, став вторым именем сохранившейся башни.
С 2005 года башня была открыта для доступа туристов. На верхнем, девятом, этаже, куда вели 213 ступеней винтовой лестницы, находился храм Шивы, на восьмом этаже — смотровая площадка. Венчал башню 5-метровый бронзовый шпиль. 
Башня Дхарахара была полностью разрушена в результате землетрясения 25 апреля 2015 года, при этом под её развалинами погибло около двухсот человек, преимущественно туристов. Восстановлена в 2021 году.

## Галерея

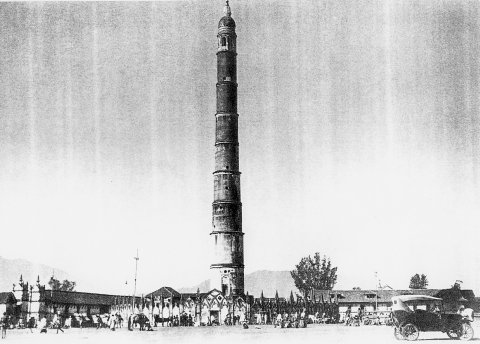
Башня до землетрясения 1934 года
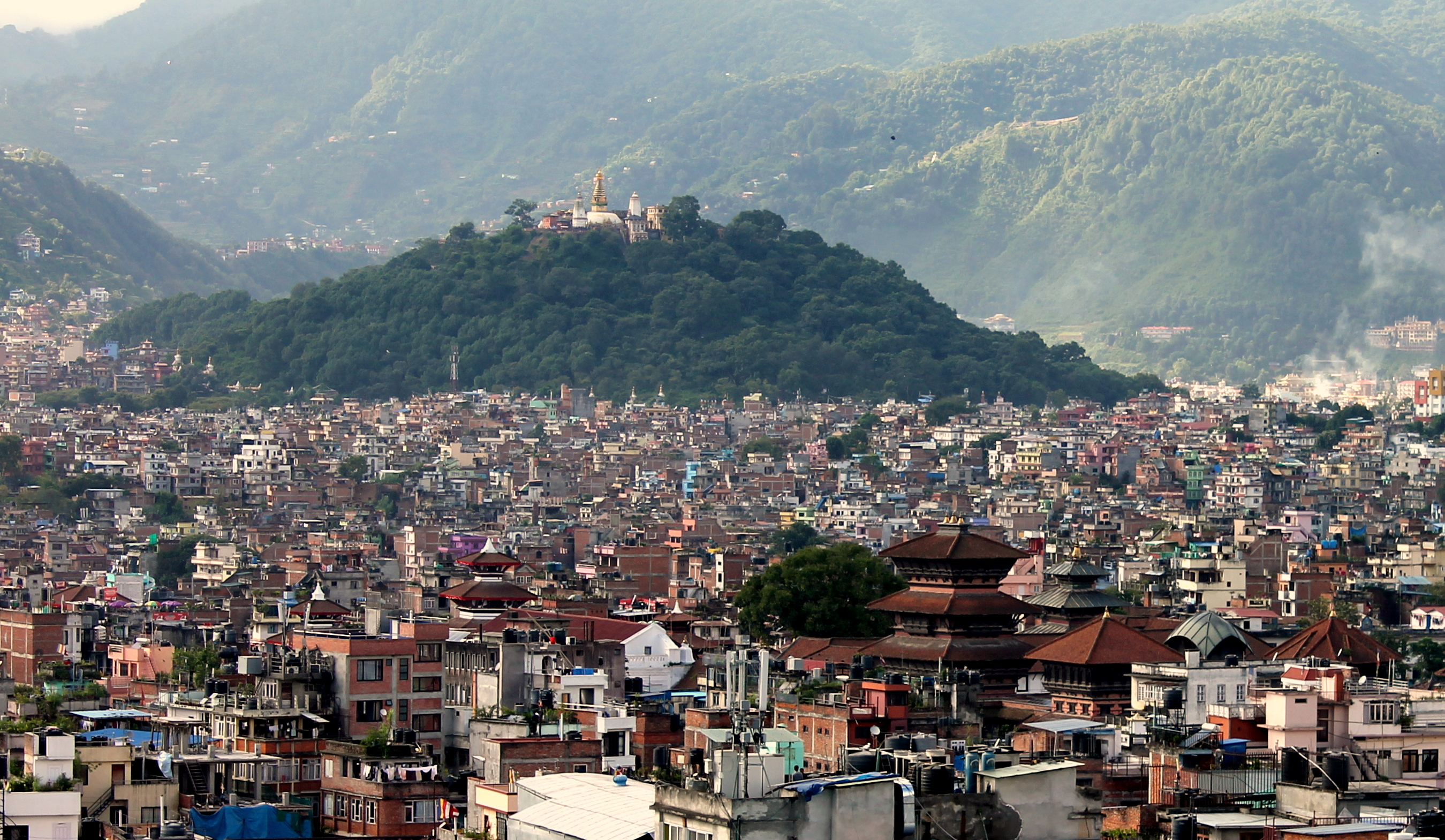
Вид с башни на храм Сваямбунатх